# Guido Visconti
El vizconde Ido, conocido como Guido Visconti fue un noble posiblemente germano, que recibió el señorío del Valle de Polcevera (hoy Val Polcevera, en Génova) y el vizcondado de Liguria, por sus servicios al emperador Otón I el Grande. Se le considera el progenitor de importantes familias patricias genovesas, como la Casa de Spínola, los Malocello, los Carmandino y los Embriachi.

## Biografía
Massimiliano Deza en su historia sobre la familia Spinola, le hace pertenecer al Condado de Cléveris, como segundo hijo de Adolfo, primer conde de la Marca, señor de los Estados de Altena, Berg, Mons y Altenburg, y otras tierras en Westfalia, y sostiene que pasó a Italia con el emperador Otón I el Grande, para luchar contra Berengario II de Ivrea. Derrotado Berengario por las fuerzas de Otón en el 951, se proclamó en Pavía como rey de los lombardos, y favoreció a sus capitanes. Guido recibió algunos feudos en Lombardía, como el señorío de Val Polcevera. Aparece documentado por primera vez en un instrumento de Teodolfo, obispo de Génova, fechado en el año 951: «Undè fuit de subteriori capite via publica e fossato de alia parte vinea quam tenet Ido Vicecomes usque in Castello de tertia parte via quæ pergit in Castellettum». El autor sostiene que recibió el vizcondado de Liguria, de forma hereditaria, y con un poder similar al de los virreyes.
Juan Félix Rivarola asegura que asistió a la coronación del emperador Otón I, aunque no aporta ninguna prueba, ni aclara si fue a la ceremonia en la que se hizo coronar como tal en Aquisgrán en el 936, a su coronación como rey de los lombardos en Pavía en el 951 o a la definitiva coronación como emperador del Sacro Imperio Romano Germánico, que tuvo lugar en Roma en el 962. Se estableció en Cremeno (en la actualidad dependiente de Bolzaneto), donde levantó un castillo, dando lugar a la familia Carmandino, cuyo nombre derivó del lugar donde se asentó. No se conoce el nombre de su mujer, ni tampoco si tuvo hijas, y los historiadores solo refieren el nombre de siete hijos varones:
1. Oberto Visconti, hijo primogénito, que sucedió a su padre como vizconde.[2] Tuvo por hijos a Beneonorato, que murió sin sucesión, y a Belo Visconti, que tuvo por hijos a Guido y Oberto Spinola, fundadores de la Casa de Spínola, y promotores de la Basílica de Santa Maria delle Vigne de Génova, alrededor del 980.
2. Guido Visconti Carmandino.
3. Adolfo Malocello, que adoptó este apellido, posiblemente de un antiguo apodo, dando origen a esta familia.
4. Corrado Guisolfo.
5. Odoardo Visconti.
6. Everardo Visconti.
7. Guglielmo Embriaco, fundador de la familia Embriachi. Pudo ser padre de otro Giglielmo Embriaco, militar que participó en la Primera Cruzada en la que se conquistó Jerusalén.